# Kleine hermelijnvlinder
De kleine hermelijnvlinder (Furcula furcula) is een nachtvlinder die behoort tot de tandvlinders. De vlinder komt op het licht af en komt voor in Europa tot Noord-Iran.
De grijswitte vlinder is te zien van april tot eind augustus en heeft twee generaties per jaar. De spanwijdte van de vleugels is 27 tot 35 mm. De voorvleugel heeft een brede grijze middenband.
De tot 35 mm lange rups is heldergroen met een purperachtig bruine zadeltekening en komt van juni tot september voor op de wilg, berk en populier. De propoten bestaan uit lange dunne uitsteeksels.